# Scaphoideus mandevillei
Scaphoideus mandevillei är en insektsart som beskrevs av Barnett 1977. Scaphoideus mandevillei ingår i släktet Scaphoideus och familjen dvärgstritar. Inga underarter finns listade i Catalogue of Life.